# Gołaszyn (Lublin)
Pour les articles homonymes, voir Gołaszyn.
Gołaszyn (prononciation : [ɡɔˈwaʂɨn]) est un village polonais de la gmina de Łuków dans le powiat de Łuków de la voïvodie de Lublin dans l'est de la Pologne.
Il se situe à environ 5 kilomètres au nord-ouest de Łuków (siège de la gmina et du powiat) et 80 kilomètres au nord de Lublin (capitale de la voïvodie).
Le village comptait approximativement une population de 1 022 habitants en 2013.

## Histoire
De 1975 à 1998, le village est attaché administrativement à l'ancienne voïvodie de Siedlce.

Depuis 1999, il fait partie de la nouvelle voïvodie de Lublin.